# Tag der Bildung

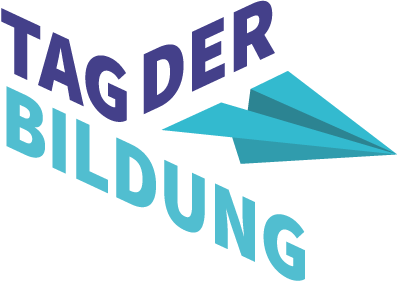
Logo der Initiative

Der Tag der Bildung ist ein deutscher Aktionstag für chancengerechte Bildung. Er wird seit 2015 jährlich am 8. Dezember von der Deutschen Kinder- und Jugendstiftung in Zusammenarbeit mit wechselnden Partnern durchgeführt. 2023 wurde das Aktionsbündnis von der Bertelsmann Stiftung unterstützt. Schwerpunkt war der Übergang junger Menschen von der Schule in Ausbildung und Erwerbsleben.

## Geschichte
In den 2000er-Jahren entstanden in Deutschland zahlreiche Initiativen im Bereich der Bildung. Anlass war unter anderem die Berichterstattung über die PISA-Studien 2001. Dennoch fehlte eine ganzheitliche Sicht auf das Thema. Zudem mangelte es den Akteuren an einer effektiven Zusammenarbeit. Dies führte schließlich zur Gründung eines Aktionsbündnisses unter Federführung der Deutschen Kinder- und Jugendstiftung mit Unterstützung des Stifterverbands für die Deutsche Wissenschaft und der SOS-Kinderdörfer.
Am 8. Dezember 2015 wurde der erste Tag der Bildung ausgerufen. Ziel der Beteiligten war es, fortan regelmäßig auf die gesellschaftliche Bedeutung von Bildung und die fehlende Chancengerechtigkeit aufmerksam zu machen. Der Aktionstag erfuhr eine breite öffentliche Wahrnehmung, nicht zuletzt aufgrund der Unterstützung prominenter Bildungsbotschafter. 2018 wurde der Aktionstag um eine Soziallotterie ergänzt, deren Mittel jährlich am Tag der Bildung ausgeschüttet werden sollten.

## Konzept
Der Aktionstag soll Bildung als Schlüsselfaktor für Persönlichkeitsentwicklung und Selbstbewusstsein in den Fokus der Öffentlichkeit rücken. Das Aktionsbündnis versteht Bildung nicht nur als klassische Wissensvermittlung, sondern als Weg zu gesellschaftlicher Teilhabe. Mit Partnern aus Politik, Zivilgesellschaft, Wirtschaft und Medien werden verschiedene Aktivitäten über den Verlauf des gesamten Jahres durchgeführt, die im Aktionstag am 8. Dezember ihren Höhepunkt finden.
Im Mittelpunkt des Aktionstages steht die Chancengerechtigkeit im Bildungssektor, unabhängig von der Herkunft. In den vergangenen Jahren spielte die Beteiligung von Kindern und Jugendlichen an Entscheidungsprozessen eine immer größere Rolle. Um ihre Perspektive einfließen zu lassen, führt Forsa repräsentative Umfragen durch.